# Carl Kjellin
Carl Axel Eugène Kjellin, född 10 januari 1862 i Avesta, Kopparbergs län, död 25 september 1939 i Stäket, Eds socken, Stockholms län, var en svensk konstnär och teckningslärare. 
Han var son till förvaltaren av Sala silvergruva Per Kjellin och Eleonora Thalin. Kjellin studerade vid Konstakademien i Stockholm 1881-1886 och under en studieresa till Nederländerna, och Düsseldorf 1888-1889, senare studerade han etsning för Axel Tallberg. Han medverkade i Konstakademiens utställning 1887 samt i utställningar arrangerade av Sveriges allmänna konstförening och Svenska konstnärernas förening. Han tilldelades stipendium ur Kinmansons fond 1890 och 1891. Hans konst består av porträtt, genreartade motiv från Bergslagen, smedjor, masugnar och kolmilor. Han var lärare i teckning vid Tekniska skolan i Stockholm 1898-1927. Kjellin är representerad med några teckningar vid Nationalmuseum och Nordiska museet.